# Braldu
Le Braldu est une rivière pakistanaise d'une longueur de 78 km qui coule dans la région du Gilgit-Baltistan. Elle est un affluent du Shigar, dans le bassin de l'Indus.

## Source de la traduction
- (en) Cet article est partiellement ou en totalité issu de l’article de Wikipédia en anglais intitulé « Braldu River » (voir la liste des auteurs).